# 마누엘 로차
빅터 마누엘 로차(영어: Victor Manuel Rocha, 1950년 10월 23일~ )은 미국의 전직 외교관으로 주볼리비아 미국 대사를 지냈다. 2023년 12월에 쿠바 정부의 비밀 요원으로 활약했다는 이유로 기소됐다.

## 생애
로차는 1950년에 콜롬비아에서 태어났으며 미국 뉴욕의 노동자 계층 가정에서 자랐다. 코네티컷주 워터타운의 태프트 스쿨에 다녔으며 축구부 주장을 맡기도 했고, 1969년에 졸업한 뒤 예일 대학교에 들어가 1973년에 우등으로 졸업했다. 1973년이나 그 즈음에는 칠레에서 살았었다. 1976년에 하버드 대학교 케네디 스쿨에서 행정학 석사 학위를 받았으며 1978년에 조지타운 대학교에서 외교학 이학석사 학위를 받았다. 또한 1978년에 귀화해 미국 시민권을 취득했다. 그 밖에도 도미니카 공화국 여권이 있다.
1981년 11월에 미국 국무부에 들어가 공직에서 일하기 시작했으며 1982년 12월부터 1985년 1월까지 주도미니카 공화국 미국 대사관 정무담당관을 지냈다. 1987년 2월부터 1989년 2월까지 주온두라스 미국 대사관 정치군사담당관을 지냈으며 1989년 2월부터 1991년 11월까지 주멕시코 미국 대사관에서 일등서기관을 지냈다. 1991년 11월부터 1994년 7월까지 주도미니카 공화국 미국 대사관에서 공관 차석을 지냈다. 1994년 7월부터 1995년 7월까지 미국 국가안전보장회의 미주국장을 지내며 쿠바 정부에 대응하는 외교에 영향을 미쳤다. 1995년부터 1997년 7월까지 주쿠바 스위스 대사관 내의 주쿠바 미국 이익대표부 부대표를 지냈으며, 이후 1999년 11월까지 주아르헨티나 미국 대사관 공관 차석을 지냈다. 또한 이탈리아에 파견된 적도 있다.

### 주볼리비아 대사
미국의 대통령 빌 클린턴은 2000년 6월 14일에 로차를 주볼리비아 미국 대사로 임명했고, 7월 14일에 취임했으며 8월 4일에 볼리비아의 대통령 우고 반세르 수아레스에게 신임장을 제정했고 2002년 8월 7일까지 재직했다. 대사 지명 당시 로차는 그의 아내 카를라 윗코프 로차 사이에 두 명의 자녀가 있었다.
로차는 2002년 볼리비아 총선을 앞둔 상황에서 에보 모랄레스 후보의 코카나무 농부 지원책을 두고 미국이 볼리비아를 향한 수백만 달러어치의 지원을 끊을 수도 있다고 발언했는데, 이는 모랄레스의 사회주의운동당이 약진하는 계기가 됐다는 평가를 받았다.

### 공직 퇴임 이후
로차는 외교협회의 회원이자 마이애미 대학교 국제자문위원회 위원, 마이애미 대학교 쿠바전환계획 고문, 미국 남부사령부 사령관 특별고문이다. 또한 라틴아메리카에서 맥도날드 가맹점 대부분을 운영하는 아르코스 도라도스 홀딩스의 정부관계담당이사를 지낸 바 있으며 미국의 로펌인 폴리 & 라드너의 국제경영 선임고문, 도미니카 공화국의 한 금광 개발업체의 사장을 지냈다.

## 비밀 요원 혐의 기소

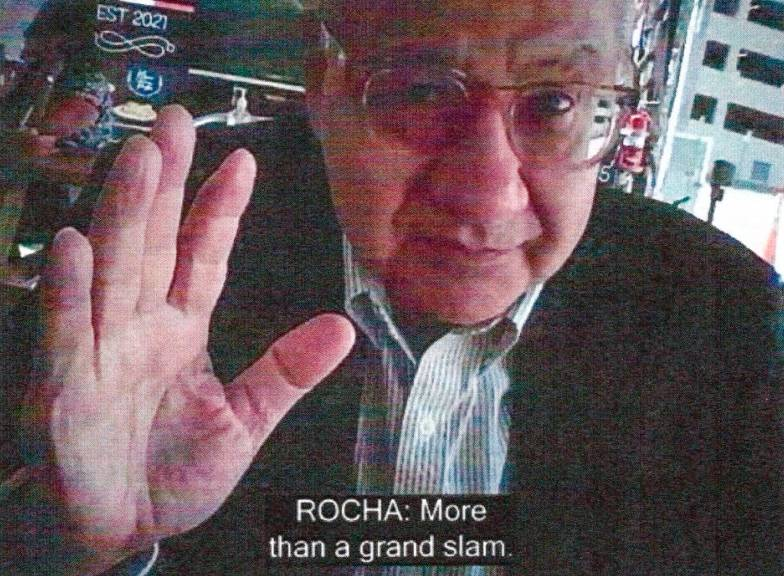
연방수사국의 위장 요원과 접선한 마누엘 로차(2021년~2023년경)

2023년 12월 1일 로차는 거주지인 플로리다주 마이애미에서 쿠바 정부의 비밀 요원으로 활약하고 거짓 진술로 미국 여권을 취득한 혐의로 체포됐다. 로차는 '미겔'이라는 가명으로 쿠바 정보기관의 요원으로 위장한 연방수사국 요원에게 자신이 40년 이상을 미국 외교의 중심에서 쿠바의 밀정으로 일했다고 말했으며 미국을 적, 피델 카스트로를 지도자라고 칭했다. 또한 로차는 추적을 피하기 위해 쿠바를 '섬'이라고 지칭했으며 우익 인사로 가장한 채 일반적인 삶을 추구했다. 또한 위장 요원과의 대화에서 "우리가 해낸 일은 그랜드 슬램보다 더 거대하다"라고 표현했다. 연방수사국은 2022년부터 로차와 쿠바 정부 사이의 관계를 파악하고 마이애미 도심 각지의 교회와 야외 식당가에 위장 요원을 배치했다.
미국 플로리다 남부 지구 지방 법원이 접수한 고소장에 따르면 로차는 미국 정부가 쿠바 정부를 테러 지원국으로 지정했음에도 불구하고 1981년부터 쿠바를 위해 정보를 수집한 점을 인정했다. 또한 고소장에 적힌 위장 요원과의 대화에 따르면 1973년이나 그 즈음 칠레에 있었을 때부터 쿠바 정부를 위해 일했을 가능성이 있다.